# Coupe d'Europe des nations d'athlétisme 1999
Navigation
CE des nations 1998 CE des nations 2000
La 20e coupe d'Europe des nations d'athlétisme s'est déroulée les 19 et 20 juin 1999 à Paris au Stade Charléty en France pour la Superligue, et les 5 et 6 juin à Lahti et Athènes pour la 1re division, à Pula et Tel Aviv pour la 2e division (12 et 13 juin pour cette dernière). Elle comporte 20 épreuves chez les hommes et 19 chez les femmes.
L'Allemagne triomphe chez les hommes. Chez les femmes, la Russie obtient une 3e victoire consécutive.

## Superligue

### Classement
Les Allemands l'emportent largement (6 victoires individuelles dont 3 dans les lancers) devant les Italiens (4 victoires dont 3 en demi-fond et fond) et les Britanniques qui étaient tenants du titre.
Chez les femmes, la victoire de la Russie est écrasante, devant une surprenante équipe roumaine (avec notamment un doublé 1 500 m / 3 000 m de Gabriela Szabo) et l'équipe française, 3e comme en 1998 (victoires de Christine Arron au 100 m, de Patricia Girard au 100 m haies et du relais 4 × 100 m). Les Allemandes ne sont que quatrièmes.
La Pologne et la République tchèque sont doublement reléguées.
| Place | Pays               | Points |
| ----- | ------------------ | ------ |
| 1     | Allemagne          | 122    |
| 2     | Italie             | 98,5   |
| 3     | Royaume-Uni        | 97     |
| 4     | Russie             | 95     |
| 5     | France             | 81,5   |
| 6     | Grèce              | 80     |
| 7     | Pologne            | 79     |
| 8     | République tchèque | 62     |

| Place | Pays               | Points |
| ----- | ------------------ | ------ |
| 1     | Russie             | 127    |
| 2     | Roumanie           | 99     |
| 3     | France             | 97     |
| 4     | Allemagne          | 93,5   |
| 5     | Italie             | 71     |
| 6     | Royaume-Uni        | 68,5   |
| 7     | Pologne            | 65     |
| 8     | République tchèque | 62     |

## Résultats par épreuve

### Hommes
| Épreuve | Or                                                                | Or             | Argent                                                                                | Argent         | Bronze                                                                  | Bronze         |
| --- | ----------------------------------------------------------------- | -------------- | ------------------------------------------------------------------------------------- | -------------- | ----------------------------------------------------------------------- | -------------- |
| 100 m (Vent : -0,8 m/s) | Dwain Chambers GBR                                                | 10 s 21        | Stefano Tilli ITA                                                                     | 10 s 32        | Piotr Balcerzak POL                                                     | 10 s 35        |
| 200 m (Vent : +0,2 m/s) | Marcin Urbas POL                                                  | 20 s 34        | Alexis Alexopoulos GRE                                                                | 20 s 36        | Julian Golding GBR                                                      | 20 s 49        |
| 400 m | Mark Richardson GBR                                               | 44 s 96        | Dmitriy Golovastov RUS                                                                | 45 s 59        | Konstantinos Kenteris GRE                                               | 45 s 66        |
| 800 m | Yuriy Borzakovskiy RUS                                            | 1 min 48 s 53  | Nico Motchebon GER                                                                    | 1 min 48 s 75  | Roman Oravec CZE                                                        | 1 min 48 s 87  |
| 1 500 m | Giuseppe D'Urso ITA                                               | 3 min 46 s 01  | Rüdiger Stenzel GER                                                                   | 3 min 46 s 58  | Nadir Bosch FRA                                                         | 3 min 46 s 75  |
| 3 000 m | Salvatore Vincenti ITA                                            | 7 min 59 s 12  | Vyacheslav Shabunin RUS                                                               | 7 min 59 s 47  | Driss Maazouzi FRA                                                      | 7 min 59 s 52  |
| 5 000 m | Gennaro Di Napoli ITA                                             | 13 min 53 s 37 | Halez Taguelmint FRA                                                                  | 13 min 57 s 35 | Sergey Drygin RUS                                                       | 14 min 00 s 99 |
| 3 000 m steeple | Gaël Pencréach FRA                                                | 8 min 27 s 78  | Damian Kallabis GER                                                                   | 8 min 27 s 85  | Giuseppe Maffei ITA                                                     | 8 min 27 s 94  |
| 110 m haies (Vent : +0,5 m/s) | Falk Balzer GER                                                   | 13 s 21        | Tony Jarrett GBR                                                                      | 13 s 31        | Tomasz Scigaczewski POL                                                 | 13 s 48        |
| 400 m haies | Fabrizio Mori ITA                                                 | 48 s 68        | Thomas Goller GER                                                                     | 48 s 88        | Pawel Januszewski POL                                                   | 48 s 94        |
| 4 × 100 m | GBR Jason Gardener Darren Campbell Marlon Devonish Julian Golding | 38 s 16 CR     | GRE Vasilios Seggos Alexios Alexopoulos Georgios Panagiotopoulos Christoforos Choidis | 38 s 61 NR     | GER Alexander Kosenkow Patrick Schneider Holger Blume Christian Schacht | 38 s 88        |
| 4 × 400 m | GBR Mark Hylton Jamie Baulch Solomon Wariso Mark Richardson       | 3 min 00 s 61  | POL Piotr Rysiukiewicz Robert Mackowiak Tomasz Czubak Piotr Haczek                    | 3 min 01 s 06  | RUS Daniyil Shekin Mikhail Vdovin Andreï Semionov Dmitriy Golovastov    | 3 min 01 s 57  |
| Saut en hauteur | Martin Buss GER                                                   | 2,34 m         | Vyacheslav Voronin RUS                                                                | 2,32 m         | Tomáš Janku CZE                                                         | 2,28 m         |
| Saut à la perche | Michael Stolle GER                                                | 5,65 m         | Rodion Gataullin RUS                                                                  | 5,45 m         | Štepán Janácek CZE                                                      | 5,45 m         |
| Saut en longueur | Emmanuel Bangué FRA                                               | 7,97 m         | Kofi Amoah Prah GER                                                                   | 7,85 m         | Roberto Coltri ITA                                                      | 7,85 m         |
| Triple saut | Denis Kapustin RUS                                                | 17,40 m        | Jonathan Edwards GBR                                                                  | 17,24 m        | Charles Friedek GER                                                     | 16,97 m        |
| Lancer du poids | Oliver-Sven Buder GER                                             | 20,53 m        | Paolo Dal Soglio ITA                                                                  | 19,38 m        | Vaios Tigas GRE                                                         | 18,71 m        |
| Lancer du disque | Jürgen Schult GER                                                 | 65,68 m        | Aleksandr Borichevskiy RUS                                                            | 63,26 m        | Diego Fortuna ITA                                                       | 63,03 m        |
| Lancer du marteau | Christos Polychroniou GRE                                         | 79,72 m        | Szymon Ziólkowski POL                                                                 | 78,67 m        | Karsten Kobs GER                                                        | 78,14 m        |
| Lancer du javelot | Raymond Hecht GER                                                 | 86,05 m        | Sergey Makarov RUS                                                                    | 85,44 m        | Kostas Gatsioudis GRE                                                   | 84,87 m        |
| Records et Performances - AR : Record continental (area record) - CR : Record des championnats (championship record) - MR : Record du meeting (meet record) - NR : Record national (national record) - OR : Record olympique (olympic record) - PR : Record paralympique (paralympic record) - PB : Record personnel (personal best) - SB : Meilleure performance personnelle de la saison (season's best) - WL : Meilleure performance mondiale de l'année (world leader) - WJR : Record du monde junior (world junior record) - WR : Record du monde (world record) Circonstances et Conditions - DNF : N'a pas terminé (did not finish) - DNS : N'a pas pris le départ (did not start) - DQ : Disqualification (disqualification) - NM : Aucun essai valable enregistré (No Mark) - Q : Qualifié « directement » au prochain tour (ou à la prochaine compétition), lors d'une compétition majeure, grâce au classement ou à la réalisation des minima (automatic qualifier) - q : Qualifié au prochain tour (ou à la prochaine compétition), lors d'une compétition majeure, grâce au repêchage ou à la réalisation de l'une des meilleures performances parmi celles des « non qualifiés directement » (grâce au meilleur temps ou à la meilleure distance par exemple) (secondary qualifier) |                                                                   |                |                                                                                       |                |                                                                         |                |

### Femmes
| Épreuve | Or                                                                         | Or                | Argent                                                               | Argent         | Bronze                                                             | Bronze         |
| --- | -------------------------------------------------------------------------- | ----------------- | -------------------------------------------------------------------- | -------------- | ------------------------------------------------------------------ | -------------- |
| 100 m (Vent : +0,5 m/s) | Christine Arron FRA                                                        | 10 s 97           | Natalya Ignatova RUS                                                 | 11 s 22        | Joice Maduaka GBR                                                  | 11 s 24        |
| 200 m (Vent : +0,7 m/s) | Svetlana Goncharenko RUS                                                   | 22 s 59           | Sabrina Mulrain GER                                                  | 22 s 73        | Muriel Hurtis FRA                                                  | 22 s 83        |
| 400 m | Ionela Tîrlea ROM                                                          | 50 s 69           | Olga Kotlyarova RUS                                                  | 51 s 19        | Anja Rücker GER                                                    | 51 s 28        |
| 800 m | Natalya Tsyganova RUS                                                      | 1 min 58 s 18     | Helena Fuchsová CZE                                                  | 1 min 58 s 81  | Viviane Dorsile FRA                                                | 2 min 00 s 37  |
| 1 500 m | Gabriela Szabo ROM                                                         | 4 min 13 s 63     | Anna Jakubczak POL                                                   | 4 min 13 s 90  | Margarita Marusova RUS                                             | 4 min 15 s 40  |
| 3 000 m | Gabriela Szabo ROM                                                         | 8 min 36 s 35     | Lidia Chojecka POL                                                   | 8 min 38 s 77  | Olga Yegorova RUS                                                  | 8 min 40 s 51  |
| 5 000 m | Paula Radcliffe GBR                                                        | 14 min 48 s 79 CR | Irina Mikitenko GER                                                  | 15 min 05 s 43 | Iulia Olteanu ROM                                                  | 15 min 06 s 73 |
| 100 m haies (Vent : -0,4 m/s) | Patricia Girard FRA                                                        | 12 s 96           | Keri Maddox GBR                                                      | 12 s 97        | Svetlana Laukhova RUS                                              | 12 s 99        |
| 400 m haies | Silvia Rieger GER                                                          | 55 s 09           | Yekaterina Bakhvalova RUS                                            | 55 s 61        | Monika Niederstätter ITA                                           | 56 s 09        |
| 4 × 100 m | FRA Patricia Girard Muriel Hurtis Fabé Dia Christine Arron                 | 42 s 90           | RUS Natalya Ignatova Oksana Ekk Irina Khabarova Svetlana Goncharenko | 42 s 91        | GER Gabi Rockmeier Andrea Philipp Birgit Rockmeier Sabrina Mulrain | 43 s 47        |
| 4 × 400 m | RUS Yekaterina Kulikova Natalya Nazarova Tatyana Chebykina Olga Kotlyarova | 3 min 24 s 61     | ROM Otilia Ruicu Alina Rîpanu Ana Maria Barbu Ionela Târlea          | 3 min 25 s 68  | CZE Jitka Burianová Hana Benesová Denisa Krejcová Helena Fuchsová  | 3 min 25 s 76  |
| Saut en hauteur | Yelena Gulyayeva RUS                                                       | 1,99 m            | Monica Dinescu ROM                                                   | 1,97 m         | Zuzana Hlavonová CZE                                               | 1,95 m         |
| Saut à la perche | Nicole Humbert GER                                                         | 4,35 m            | Marie Poissonnier FRA                                                | 4,30 m NR      | Pavla Hamácková CZE                                                | 4,25 m         |
| Saut en longueur | Fiona May ITA                                                              | 6,88 m            | Eunice Barber FRA                                                    | 6,82 m         | Lyudmila Galkina RUS                                               | 6,66 m         |
| Triple saut | Cristina Nicolau ROM                                                       | 14,61 m           | Ashia Hansen GBR                                                     | 14,58 m        | Fiona May ITA                                                      | 14,33 m        |
| Lancer du poids | Krystyna Zabawska POL                                                      | 18,58 m           | Nadine Kleinert GER                                                  | 18 s 47        | Svetlana Krivelyova RUS                                            | 18,36 m        |
| Lancer du disque | Natalya Sadova RUS                                                         | 66,84 m           | Nicoleta Grasu ROM                                                   | 65,85 m        | Franka Dietzsch GER                                                | 65,72 m        |
| Lancer du marteau | Mihaela Melinte ROM                                                        | 74,48 m CR        | Olga Kuzenkova RUS                                                   | 69,05 m        | Florence Ezeh FRA                                                  | 65,64 m        |
| Lancer du javelot | Tanja Damaske GER                                                          | 65,44 m           | Oksana Makarova RUS                                                  | 64,61 m        | Nadine Auzeil FRA                                                  | 61,08 m        |
| Records et Performances - AR : Record continental (area record) - CR : Record des championnats (championship record) - MR : Record du meeting (meet record) - NR : Record national (national record) - OR : Record olympique (olympic record) - PR : Record paralympique (paralympic record) - PB : Record personnel (personal best) - SB : Meilleure performance personnelle de la saison (season's best) - WL : Meilleure performance mondiale de l'année (world leader) - WJR : Record du monde junior (world junior record) - WR : Record du monde (world record) Circonstances et Conditions - DNF : N'a pas terminé (did not finish) - DNS : N'a pas pris le départ (did not start) - DQ : Disqualification (disqualification) - NM : Aucun essai valable enregistré (No Mark) - Q : Qualifié « directement » au prochain tour (ou à la prochaine compétition), lors d'une compétition majeure, grâce au classement ou à la réalisation des minima (automatic qualifier) - q : Qualifié au prochain tour (ou à la prochaine compétition), lors d'une compétition majeure, grâce au repêchage ou à la réalisation de l'une des meilleures performances parmi celles des « non qualifiés directement » (grâce au meilleur temps ou à la meilleure distance par exemple) (secondary qualifier) |                                                                            |                   |                                                                      |                |                                                                    |                |

## Première division
La 1re division (First League), divisée en deux groupes, se dispute à Lahti (Finlande) et à Athènes (Grèce) les 5 et 6 juin 1999.
| Place | Pays        | Points |
| ----- | ----------- | ------ |
| 1     | Suède       | 104    |
| 2     | Ukraine     | 101    |
| 3     | Pays-Bas    | 98     |
| 4     | Finlande    | 92     |
| 5     | Norvège     | 86     |
| 6     | Belgique    | 84     |
| 7     | Irlande     | 80     |
| 8     | Biélorussie | 73     |

| Place | Pays           | Points |
| ----- | -------------- | ------ |
| 1     | Hongrie        | 122    |
| 2     | Espagne        | 111    |
| 3     | Slovénie       | 95     |
| 4     | Suisse         | 94     |
| 5     | Roumanie       | 92     |
| 6     | Autriche       | 73     |
| 7     | RF Yougoslavie | 69     |
| 8     | Chypre         | 63     |

| Place | Pays        | Points |
| ----- | ----------- | ------ |
| 1     | Ukraine     | 125    |
| 2     | Biélorussie | 107    |
| 3     | Finlande    | 100    |
| 4     | Pays-Bas    | 93     |
| 5     | Suède       | 75     |
| 6     | Irlande     | 74     |
| 7     | Belgique    | 64     |
| 8     | Danemark    | 47     |

| Place | Pays           | Points |
| ----- | -------------- | ------ |
| 1     | Grèce          | 119    |
| 2     | Hongrie        | 101    |
| 3     | Bulgarie       | 100    |
| 4     | Espagne        | 92     |
| 5     | Suisse         | 84     |
| 6     | Slovénie       | 71     |
| 7     | RF Yougoslavie | 58     |
| 8     | Turquie        | 57     |

## Seconde division
La 2e division (Second League), divisée en deux groupes, se dispute les 5 et 6 juin 1999 à Pula (Croatie) et les 12 et 13 juin 1999 à Tel Aviv (Israël). 
La Croatie et le Portugal font coup double. Apparaissent pour la première fois des équipes arméniennes et géorgienne, ainsi que le Luxembourg habituellement intégré à l'AASSE.
| Place | Pays       | Points |
| ----- | ---------- | ------ |
| 1     | Norvège    | 124    |
| 2     | Croatie    | 107    |
| 3     | Slovaquie  | 100    |
| 4     | Lettonie   | 99     |
| 5     | Lituanie   | 95     |
| 6     | Islande    | 84     |
| 7     | Albanie    | 41,5   |
| 8     | Luxembourg | 28,5   |

| Place | Pays     | Points |
| ----- | -------- | ------ |
| 1     | Portugal | 129    |
| 2     | Autriche | 110    |
| 3     | Estonie  | 105    |
| 4     | Israël   | 83     |
| 5     | Chypre   | 79     |
| 6     | Moldavie | 76     |
| 7     | Géorgie  | 52     |
| 8     | Arménie  | 35     |

| Place | Pays       | Points |
| ----- | ---------- | ------ |
| 1     | Croatie    | 101    |
| 2     | Danemark   | 99,5   |
| 3     | Slovaquie  | 99     |
| 4     | Lettonie   | 98     |
| 5     | Lituanie   | 71,5   |
| 6     | Islande    | 57     |
| 7     | Luxembourg | 30     |

| Place | Pays     | Points |
| ----- | -------- | ------ |
| 1     | Portugal | 134    |
| 2     | Bulgarie | 107    |
| 3     | Estonie  | 104    |
| 4     | Israël   | 102    |
| 5     | Turquie  | 94     |
| 6     | Moldavie | 85     |
| 7     | AASSE    | 51     |
| 8     | Arménie  | 33     |

|  | Vainqueur de la compétition |  | Promotion en division supérieure |  | Relégation en division inférieure |